# Patronato de San José
El Patronato de San José es una institución religiosa de La Felguera, en el municipio asturiano de Langreo (España) nacida en 1950 bajo el nombre de Hermandad de San José Obrero.

## Historia

### Fundación
En los años 40 el párroco de Santa Eulalia de La Felguera, José Arenas, promueve la creación de una institución caritativa con intención de formar a niñas y personas con menos recursos, especialmente adultos, en un momento en el que además llegaron numerosos migrantes desde, especialmente, Andalucía y Extremadura para trabajar en la industria hullera y siderúrgica. Se impartían cursos de trabajo para hombres y mujeres, alfabetización y, más tarde, se expandió al cuidado de ancianos. Durante varios años también organizaba campamentos de verano para jóvenes en Los Barrios de Luna y atendía a menores de familias desestructuradas. La institución estaba regida por Hermanas de la Caridad. Actualmente cumple funciones de guardería y residencia de tercera edad bajo el nombre de Fundación Patronato de San José y sin ánimo de lucro. Celebra su festividad el 19 de marzo. Durante varios años cada Domingo de Ramos se realizaba una procesión de Jesús con el burro hasta la iglesia de San Pedro, donde se conserva el paso aunque ya no se realiza la procesión.

### Edificio
Las obras comenzaron en los años 40 pero no se finalizó la capilla hasta 1958, y el resto de pabellones en 1953. Se ubica entre los barrios de Sandín y Molín D'Argüelles, frente al parque Antonio G. Lago, que se construyó veinte años después. Se trata de un único edificio retranqueado en estilo racionalista con presencia del ladrillo visto, de carácter industrial. Su planta tiene tres patios interiores y dos exteriores, siguiendo un esquema similar a la Universidad Laboral de Gijón. En su fachada principal destaca los balcones cerrados, con un cuerpo adelantado en cada extremo de la fachada, donde se ven diferentes escudos.  

#### Capilla
La capilla fue el lugar por donde comenzó la construcción del edificio. Está unida a este por un pasillo. También en estilo racionalista, destaca en su fachada un frontón curvo en cuyo interior se representa en gresete a San José con Jesús en un entorno oriental sobre fondo azul. Destacan dos pequeños cuerpos de torres en ladrillo a cada lado y otra torreta en un lateral con campanas. El interior utiliza el gresite y tiene un coro en la entrada. Existe un Viacrucis de mosaicos y la iluminación se realiza a través de vanos de pavés representando cruces. Destaca especialmente el altar, compuesto por un panel de vidrieras de seis metros diseñadas por Paulino Vicente el Mozo , aunque fue su padre quien supervisó su finalización en 1958 ante su prematura muerte. Se divide en cinco partes, estando representado Jesucristo en el centro. Su estilo se enmarca en los conceptos estéticos de la época y el expresionismo, con vivos colores rojo, verde, ocre, azul y amarillo.